# Buenos tiempos (álbum)
Buenos tiempos es un álbum doble recopilatorio de Rubén Rada. Fue editado en Argentina en 2001 por Babylon S.A. y distribuido por BMG Argentina.
Incluye los discos Adar Nebur (1984) y La yapla mata (1985) de forma íntegra.
El disco 1 trae La yapla mata y el disco 2 Adar Nebur.

## Lista de canciones
CD 1
1. Flecha Verde (Ricardo Nolé - Rubén Rada)
2. El levante (Rubén Rada)
3. Te parece (Rubén Rada)
4. Las manzanas (Rubén Rada)
5. Tengo un candombe para Gardel (Rubén Rada)
6. La yapla mata (Ricardo Nolé - Rubén Rada)
7. Madre salsa (Rubén Rada)
8. El negro chino (Ricardo Nolé - Rubén Rada)

CD 2
1. Mambo liberador (Rubén Rada)
2. Que pasa con la adolescencia (Rubén Rada)
3. Tengo que contar un sueño (Ricardo Nolé, Rubén Rada)
4. Prestame un mango (Rubén Rada)
5. Juana con Arturo (Rubén Rada)
6. Los padres tienen la memoria costa (Rubén Rada)
7. La tierra, los hombres (Ricardo Nolé, Rubén Rada)
8. Mandanga Dance (Rubén Rada)